# Bilbo Baggins
Bilbo Baggins je lik iz triologije Gospodara prstenova i Hobita.
On je Hobit podrijetlom iz Hobitona. U Tolkienovom Hobitu on živi mirno i udobno u svom Vrećastom vijencu sve dok mu jednog jutra u dvorište ne kroči njegov budući prijatelj, čarobnjak Gandalf. Gandalf je taj koji ga nagovara da krene u potragu za zmajevim blagom zajedno s trinaest patuljaka. Na putovanju Bilbo stječe veliko poštovanje patuljaka. Putujući prema Samotnoj gori, bježeći od Goblina Bilbo pada Doriju (jednom od trinaestorice patuljaka) s leđa. Tako dospijeva u mračnu špilju, gdje u mraku nabasa na prsten. Pokušavajući izaći iz špilje sretne stvorenje Goluma. Igrajući s njime zagonetke Golum na kraju shvati da mu je Bilbo uzeo 'njegovo blago', Prsten.
"Prsten Jedan da zavlada svima, Prsten Jedan što traži i seže Prsten jedan da spoji se s njima i u tami ih sveže." 
Bilbo nije svjestan vrijednosti prstena, ali ga ipak s vremena na vrijeme koristi kako bi postao nevidljiv.
Nakon završetka potrage Bilbo se vraća u Vrećasti vijenac, gdje živi do svoje 111 godine, Prsten nasljeđuje Frodo. Nakon proslave 111 rođendana odlazi u Rivendell u kuću Elrondovu, gdje misli ostati do kraja svojih dana. Naposljetku Bilbo odlazi s Frodom (nakon što se Frodo vrati iz Mordora) preko Mora u Valinor, (Neumiruće zemlje).